# Geraecormobius spinifrons
Geraecormobius spinifrons is een hooiwagen uit de familie Gonyleptidae.